# خوسيه سيرانو (ملحن)
خوسيه سيرانو (بالإسبانية: José Calixto Serrano Simeón) هو عالم موسيقى وملحن وعازف بيانو إسباني، ولد في 14 أكتوبر 1873 في سويقة (بلنسية) في إسبانيا، وتوفي في 8 مارس 1941 في مدريد في إسبانيا بسبب سرطان المريء.

## وصلات خارجية
- خوسيه سيرانو على موقع IMDb (الإنجليزية)
- خوسيه سيرانو على موقع ميوزك برينز (الإنجليزية)
- خوسيه سيرانو على موقع ديسكوغز (الإنجليزية)